# Преображенская церковь (Баден-Баден)
Це́рковь Преображе́ния Госпо́дня (нем. Christi-Verklärungskirche) — церковь Берлинской и Германской епархии Русской православной церкви заграницей, расположенная в Баден-Бадене. Настоятель — иерей Александр Шпулинг.

## История

### Первые храмы
Ещё в первой половине XIX века в Баден-Бадене образовалась большая русская община.
Строительство храма в Баден-Бадене было инициировано русской дипломатической миссией в Карлсруэ (глава Н. А. Столыпин) и княгиней Е. Трубецкой. В начале 1850-х годов были собраны пожертвования. Освящение церкви состоялось в 1859 году. Церковь находилась в арендуемом частном доме. В 1866 году она была перенесена в другое здание, где она находилась до 1882 года.

### Современный храм
Особый вклад в возведение отдельного храма внесла великая герцогиня Мария Максимилиановна. Её стараниями город предоставил русской общине место. Закладка храма состоялась в 12 (24) августа 1881 года. Во главе православной общины Баден-Бадена стояли дочери князя С. С. Гагарина, Варвара и Татьяна.
Проект церкви был разработан архитектором И. В. Штромом. На богослужении присутствовала великая княгиня Ольга Фёдоровна, а также великие князья Георг и Александр Михайловичи и семья великого герцога Мекленбург-Шверинского Фридриха-Франца II.
Строительством руководил баденский архитектор Бельцер. Строительство храма вчерне было закончено в сентябре 1882 года. Освящение церкви в честь Преображения Господня состоялось 28 октября (9 ноября) 1882 года.
В 1899 году храм посетили Николай II и Александра Фёдоровна по дороге в Дармштадт на празднование освящения церкви Марии Магдалины.
С началом Первой мировой войны церковь была закрыта. Храм рассматривался как собственность противника. Позолота куполов была снята и переплавлены. Купол был покрыт жестью и покрашен в синий цвет; в таком виде церковь оставалась до 1988 года.
22 июля 1920 года был официально зарегистрирован приход православной общины Баден-Бадена. 17 июля 1921 года в храме возобновились регулярные богослужения. Церковь находилась в юрисдикции Управляющего русскими приходами в Западной Европе Русской православной церкви.
Первоначально в общине насчитывалось около 100 человек, среди которых была актриса Ольга Чехова. Впоследствии количество прихожан сократилось в два раза.
11 июня 1938 года приход со всем его имуществом был передан Берлинской и Германской епархии Русской православной церкви заграницей.
После окончания Второй мировой войны приход заявил о переходе в Московский патриархат. Однако в 1979 году Русская православная церковь заграницей заявила о своём праве на храм. Был подан судебный иск.
Первоначально, пока проходило решение вопроса, храм был закрыт с 24 октября 1979 года по 2 апреля 1980 года, после чего богослужения возобновил приход РПЦЗ.
Основные реставрационные работы были проведены в середине 1980-х годов. Позолота купола была возобновлена к 1988 году.
28 октября 1988 года по решению Верховного суда ФРГ на основании Закона «О правах собственности Русской Православной Церкви в Германии» право владения Преображенским храмом в Баден-Бадене перешло к Русской Православной Церкви за границей. Апелляция общины Московского Патриархата была отклонена Конституционным судом ФРГ. Тем не менее, до начала 2000-х годов храм оставался предметом спора между Русской православной церковью и РПЦЗ.
Приход составляют выходцы из России, а также сербы, греки и немцы. Службы проводятся еженедельно.

## Архитектура, убранство
Каменная церковь построена в северо-русском стиле, венчана позолоченным луковичным куполом.
В плане храм представляет греческий крест. Стены выложены плитами из светлого камня.
Над входом находится мозаичная икона Преображения Господня, которая была выполнена венецианским художником А. Сальвиати по рисункам князя Г. Г. Гагарина.
Свод храма поддерживается шестью колоннами.
Вся внутренняя роспись была безвозмездно выполнена князем Г. Г. Гагариным. Семь фресок изображают земную жизнь Иисуса Христа. В куполе помещено изображение солнца в окружении евангелистов Луки, Марка, Матфея и Иоанна. Всё пространство украшено орнаментом.
Окна витражные. Одноярусный иконостас вырезан из мрамора.
В крипте под алтарём были захоронены великая герцогиня Мария Максимилиановна и княжна Татьяна Сергеевна Гагарина (1834—1920). Стены крипты украшены мозаичным орнаментом; пол из белого мрамора.